# Космос-917
Космос-917 — советский разведывательный спутник раннего предупреждения о пуске баллистических ракет с континентальной части США запущенный 16 июня 1977 года с космодрома «Плесецк» в рамках программы «Око». Был взорван на орбите.

## Запуск
Запуск космического аппарата состоялся в 1:58 по Гринвичу 16 июня 1977 года. Для вывода спутника на орбиту использовалась ракета-носитель «Молния-М». Старт был осуществлён с площадки космодрома «Плесецк». После успешного вывода на орбиту спутник получил обозначение «Космос-917», международное обозначение 1977-027A и номер по каталогу спутников 09911.
«Космос-917» эксплуатировался на высокой эллиптической околоземной орбите. По состоянию на 16 июня 1977 года он имел перигей 625 километров, апогей 40150 километров и наклон 62,9° с периодом обращения 725 минут.

## Завершение существования
04.01.2023  - Советский спутник "Космос-917" (10059 / 1977-047А), который входил в систему предупреждения о ракетном нападении, в ближайшие три дня сгорит в атмосфере Земли. Об этом сообщил в воскресенье Институт прикладной математики (ИПМ) им. М.В.Келдыша РАН, Передаёт ТАСС.
Там уточнили, что атмосфера Земли продолжает "очищать" околоземное пространство от космического мусора. В настоящий момент её верхние слои раздуваются УФ-излучением из-за нарастающего цикла солнечной активности.
"На очереди - советский спутник системы предупреждения о ракетном нападении типа УС-К, запущенный в 1977 году как "Космос-917". Новогоднюю ночь остаток конструктива этого космического аппарата встретил на орбите высотой 85 x 4 450 км (с которой ему предстоит тонуть ещё около трех суток)", - говорится в сообщении института в Telegram-канале.

## Инцидент
В связи с невозможностью нормальной эксплуатации космического аппарата 30 марта 1979 года на околоземной орбите на высоте 3280 спутнику «Космос‑917» была отдана команда на самоликвидацию. В результате взрыва в космосе образовалось облако обломков.

## Космический аппарат
«Космос-917» принадлежал к серии спутников УС-К, которая была разработана НПО Лавочкина по программе «Око» для идентификации пусков ракет с континентальной части США с помощью оптических телескопов и инфракрасных датчиков.